# Stanisław Rosik
Stanisław Mirosław Rosik (ur. 1969) – polski historyk, specjalizujący się w chrystianizacji, historiografii, religii Słowian oraz historii średniowiecznej Polski i powszechnej; nauczyciel akademicki związany z Uniwersytetem Wrocławskim.

## Życiorys
Urodził się w 1969 roku. Studia podjął w 1988 roku na kierunku historia na Uniwersytecie Wrocławskim. Zakończył je w 1993 roku zdobyciem tytułu zawodowego magistra. Ukończył ponadto teologię na Papieskim Wydziale Teologicznym we Wrocławiu oraz tamże podyplomowe studium dziennikarskie. Swoją pracę zawodową związał jednak z Uniwersytetem Wrocławskim, gdzie uczęszczał na studia doktoranckie Jednocześnie pracował jako asystent w Zakładzie Historii Polski i Powszechnej do końca XV wieku w tamtejszym Instytucie Historycznym. W 1998 roku uzyskał stopień naukowy doktora nauk humanistycznych w zakresie historii o specjalności historia średniowiecza na podstawie pracy pt. Interpretacja chrześcijańska religii pogańskich Słowian w świetle kronik niemieckich XI-XII wieku (Thietmar, Adam z Bremy, Helmold), której promotorem był prof. Lech Tyszkiewicz. Wraz z nowym tytułem otrzymał w Instytucie Historycznym stanowisko adiunkta. W 2011 roku Rada Wydziału Nauk Historycznych i Pedagogicznych Uniwersytetu Wrocławskiego nadała mu stopień naukowy doktora habilitowanego nauk humanistycznych w zakresie historii o specjalności historia średniowieczna Polski i powszechna, na podstawie rozprawy pt. Conversio gentil Pomeranorum. Studium świadectwa o wydarzeniu (XII wiek). W 2015 roku prezydent Polski Bronisław Komorowski nadał mu tytuł profesora nauk humanistycznych.
Poza działalnością naukowo-dydaktyczną na Uniwersytecie Wrocławskim jest w zarządzie Towarzystwa Miłośników Starożytności we Wrocławiu, które działa przy Ośrodku Badań nad Kulturą Późnego Antyku i Wczesnego Średniowiecza Instytutu Archeologii i Etnologii Polskiej Akademii Nauk.

## Dorobek naukowy
Zainteresowania naukowe Stanisława Rosika koncentrują się wokół zagadnień związanych z historią Polski i powszechną epoki średniowiecza, ze szczególnym uwzględnieniem chrystianizacji, historiografii, a także religii Słowian. Do jego najważniejszych publikacji należą:
- Udział chrześcijaństwa w powstaniu policefalnych posągów kultowych u Słowian zachodnich, Wrocław 1995.
- Interpretacja chrześcijańska religii pogańskich Słowian w świetle kronik niemieckich XI-XII wieku, Wrocław 2000.
- Gdy rodziła się Europa... Zjazd gnieźnieński, Wrocław 2001.
- Ad fontes. O naturze źródła historycznego, Wrocław 2004.
- Causa creandi. O pragmatyce źródła historycznego, Wrocław 2005.
- Bystrzyca Kłodzka. Zarys rozwoju miasta na przestrzeni wieków, Bystrzyca Kłodzka-Wrocław 2007, 2. wyd. Łódź 2018; współautorzy: Małgorzata Ruchniewicz, Przemysław Wiszewski.
- Cor hominis. Wielkie namiętności w dziejach, źródłach i studiach nad przeszłością, Wrocław 2007.
- Ilustrowany poczet królów i książąt polskich, Wrocław 2007.
- Bitwa pod Lutynią (1757). Historia i tradycja, Wrocław 2010.
- Conversio gentis pomeranorum. Studium świadectwa o wydarzeniu (XII wiek), Wrocław 2010.